# Lonigo
Lonigo är en ort och kommun i provinsen Vicenza i regionen Veneto i Italien. Kommunen hade 16 511 invånare (2018).